# Ramesh Nair
Ramesh Nair (né en 1965) est un créateur de mode d'origine indienne basé à Paris, en France. Il a conçu des vêtements pour femmes pour Hermès, sous la direction de Martin Margiela et Jean-Paul Gaultier. De 2010 à 2020, il a été directeur de la création pour Moynat Paris. Depuis 2020, il est directeur artistique de Joseph Duclos.

## Début de carrière
Nair est né en 1965 dans le Kerala, en Inde, et a reçu une éducation éclectique en voyageant à travers le pays avec sa famille militaire. Après avoir obtenu un diplôme en botanique, il a intégré le tout nouvel Institut national de la technologie de la mode NIFT, à New Delhi.

## Mode
Après avoir obtenu son diplôme de stylisme au NIFT et une bourse de la Fondation Inlaks pour effectuer un stage dans une maison de couture en Italie, Nair a travaillé sur des projets avec Yohji Yamamoto et a créé son propre studio de création.
En 2000, Nair s'installe à Paris pour suivre un programme de maîtrise à l'Institut français de la mode et effectuer un stage chez Christian Lacroix.
Il passe ensuite dix ans chez Hermès Paris, en tant qu'assistant de Martin Margiela pour la mode féminine, puis sous la direction de Jean-Paul Gaultier. Pendant cette période, Nair a également créé des sacs, des accessoires et des bijoux pour la collection permanente, ainsi que pour les défilés.

## Maroquinerie
Fin 2010, Nair est invité par LVMH à être le directeur artistique de Moynat, une maison de malletiers et de maroquiniers en sommeil depuis 30 ans. Parallèlement aux aspects créatifs du travail, il a pris en charge toute la reconstruction de cette maison patrimoniale : recherche et reconstitution d'archives, acquisition de produits vintage, détermination du positionnement stratégique et storytelling d'une marque jusqu'alors spécialisée dans les malles automobiles,.
À partir de 2020, Ramesh a décidé d'utiliser cette expérience et sa passion pour le design et le savoir-faire supérieurs pour se lancer dans une aventure unique avec la Maison Joseph Duclos afin de créer une marque patrimoniale à partir des vestiges d'une manufacture royale de cuir datant de 1754. L'ambition étant de faire revivre non seulement un nom, mais également la mémoire d'une époque où les bases de l'artisanat et du savoir-faire français étaient posées.